# Eleutherodactylus pictissimus
Eleutherodactylus pictissimus är en groddjursart som beskrevs av Cochran 1935. Eleutherodactylus pictissimus ingår i släktet Eleutherodactylus och familjen Eleutherodactylidae. IUCN kategoriserar arten globalt som sårbar. Inga underarter finns listade i Catalogue of Life.